# Porsche Cayman
Porsche Cayman — спортивное купе немецкой компании Porsche с центральномоторной компоновкой. Существуют несколько модификаций этой модели: Porsche Cayman (объём двигателя 2.9 литра, мощность 265 л. с., крутящий момент 300 Н·м в диапазоне от 4400 до 6000 об/мин), Porsche Cayman S (объём двигателя 3.4 литра, мощность 320 л. с., максимальный крутящий момент — 370 Н·м при 4750 об/мин) и лимитированная пятьюстами экземплярами серия Porsche Cayman S Black Edition(объём двигателя 3.4 литра, мощность 330 л. с., максимальный крутящий момент — 370 Н·м при 4750 об/мин).
Двигатели всех моделей шестицилиндровые, оппозитные, расположены в центре кузова (то есть за сиденьями, перед задними колёсами).

## Краткие характеристики

#### Porsche Cayman
- Мощность — 180 кВт (265 л. с.) при 7,200 об/мин;
- Разгон 0-100 км/ч — 5,8 секунды;
- Максимальная скорость — 265 км/ч.
- Крутящий момент 300 Н·м в диапазоне от 4400 до 6000 об/мин.

#### Porsche Cayman S
- Мощность — 217 кВт (295 л. с.) при 7,200 об/мин;
- Разгон 0-100 км/ч — 5,2 секунды;
- Максимальная скорость — 265 км/ч.
- Максимальный крутящий момент — 370 Н·м при 4750 об/мин.

#### Porsche Cayman S Black Edition
- Мощность — 243 кВт (330 л. с.) при 7,200 об/мин;
- Разгон 0-100 км/ч — 5,1 секунды;
- Максимальная скорость — 279 км/ч.
- Максимальный крутящий момент — 370 Н·м при 4750 об/мин.

#### Porsche Cayman R
- Мощность — 243 кВт (330 л. с.) при 7,200 об/мин;
- Разгон 0-100 км/ч — 5,0 секунды;
- Максимальная скорость — 282 км/ч.
- Максимальный крутящий момент — 370 Н·м при 4750 об/мин.

29 ноября 2012 года в Лос-Анджелесе состоялась мировая премьера нового поколения Cayman’а.

## Галерея
- 987 (2005)
- 981 (2012)
- 982 (2016)